# Parigi-Tours 1896
La Parigi-Tours 1896, prima edizione della corsa, fu disputata il 17 maggio 1896 su un percorso totale di 250 km. Fu vinta dal francese Eugène Prévost, che arrivò al traguardo con il tempo di 8h08'00" alla media di 31,25 km/h.
La prima edizione della corsa partì da Parigi e arrivò a Tours per un percorso di 150 km. Dei 2 ciclisti partiti giunsero al traguardo in 20.

## Ordine d'arrivo (Top 10)
| Pos. | Corridore      | Tempo    |
| ---- | -------------- | -------- |
| 1    | Eugène Prévost | 8h08'00" |
| 2    | Émile Ouzou    | a 11'    |
| 3    | Lucien Bouvet  | a 26'    |
| 4    | Pigelet        | a 38'    |
| 5    | Sigouard       | a 42'    |
| 6    | Vernet         | a 44'    |
| 7    | Haralamb       | s.t.     |
| 8    | Loysel         | a 57'    |
| 9    | Bonnet         | s.t.     |
| 10   | Delalande      | a 1h06'  |